# Gålvattnet
Gålvattnet är en sjö i Härjedalens kommun i Hälsingland och ingår i Ljungans huvudavrinningsområde. Sjön har en area på 0,353 kvadratkilometer och ligger 282,2 meter över havet. Sjön avvattnas av vattendraget Märrån.

## Delavrinningsområde
Gålvattnet ingår i det delavrinningsområde (690745-145867) som SMHI kallar för Inloppet i Märrsjön. Medelhöjden är 340 meter över havet och ytan är 21,05 kvadratkilometer. Det finns inga avrinningsområden uppströms utan avrinningsområdet är högsta punkten. Märrån som avvattnar avrinningsområdet har biflödesordning 2, vilket innebär att vattnet flödar genom totalt 2 vattendrag innan det når havet efter 171 kilometer. Avrinningsområdet består mestadels av skog (79 procent). Avrinningsområdet har 0,35 kvadratkilometer vattenytor vilket ger det en sjöprocent på 1,7 procent.